# Miljövänliga veckan
Green Action Week, som tidigare hette Miljövänliga Veckan är en årlig temavecka som infaller vecka 40 i Sverige. Green Action Week anordnas av Svenska Naturskyddsföreningen. Den organiserades för första gången 1990.

## Årliga teman
Varje år har kampanjveckan ett särskilt tema och genomförs tillsammans med tusentals aktiva medlemmar som ingår i Handla Miljövänligt-nätverket, lärare, engagerade privatpersoner, arbetsplatser och företag.
Teman genom åren
- 1990 – Handla Miljövänligt!
- 1991 – Bojkotta VIA!
- 1992 – Bort med värstingarna (Klorinkampanjen)
- 1993 – Mer returflaskor!
- 1994 – Mat och miljö
- 1995 – Världen i din kaffekopp (Ekologiska fotspår)
- 1996 – Billiga bananer har sitt pris (Ekologiska fotspår)
- 1997 – Handla lokalt! (Mat och Energi)
- 1998 – Ät mer lamm! (Mat och Energi)
- 1999 – Spara papper och köp Naturskogsfritt papper
- 2000 – Genteknik – är du redo? Det är inte vi!
- 2001 – Befria åkern från kemiska bekämpningsmedel – ät eko
- 2002 – Evolution i potatislandet!!
- 2003 – Hur kan man få bort produkter som skadar hälsa och miljö? Om miljömärkning av kemiska produkter och tvättmedel i synnerhet
- 2004 – Välj miljömärkta kemikalier hemma – för din och naturens skull
- 2005 – Välj ekologiska bananer
- 2006 – Rädda liv. Byt kaffe.
- 2007 – Tyg eller otyg? Välj miljömärkt textil.
- 2008 – Medvetet mode
- 2009 – Mat för ett bättre klimat. Ät mer grönt och mindre kött!
- 2010 – Mat och miljö och restaurangkampanjen ”Gröna Gaffeln”
- 2011 – Välj rätt fisk och skaldjur.
- 2012 – Välj rätt fisk och skaldjur – vi går på djupet
- 2013 – Byt till eko.
- 2014 – Byt till eko. Bekämpningsmedelsrester i frukt och äpplen.
- 2015 – Byt till eko. Ekofika.
- 2016 – Fräsch på riktigt
- 2017 – Fräsch på riktigt
- 2018 – Fixa grejen
- 2019 – Fixa grejen och dela mera
- 2020 – Fixa grejen och dela mera[3]
- 2021 – Ta vara på det vi har och släng mindre[4]
- 2022 – Byt till eko[5]
- 2023 – Byt till eko på mackan - om ekologisk ost
- 2024 – Max 5 (om klädkonsumtion)[6]
- 2025 – Max 5